# Baoxing, Fangzheng
Baoxing (kinesiska: 宝兴, 宝兴乡) är en socken i Kina. Den ligger i provinsen Heilongjiang, i den nordöstra delen av landet, omkring 170 kilometer öster om provinshuvudstaden Harbin. Antalet invånare är 16 076. Befolkningen består av 7 869 kvinnor och 8 207 män. Barn under 15 år utgör 13,0 %, vuxna 15-64 år 80 %, och äldre över 65 år 5,0 %.
Runt Baoxing är det ganska tätbefolkat, med 75 invånare per kvadratkilometer. Närmaste större samhälle är Fangzheng, 10,8 km nordost om Baoxing. Trakten runt Baoxing består till största delen av jordbruksmark.
Genomsnittlig årsnederbörd är 862 millimeter. Den regnigaste månaden är juli, med i genomsnitt 174 mm nederbörd, och den torraste är januari, med 7 mm nederbörd.